# Institut de la langue gallèse
 (mai 2022).
L'Institut de la langue gallèse (Institut du Galo, en gallo) a été créé le 1er avril 2017. Son objectif est d'être l'acteur référent d'une politique linguistique en faveur du gallo. Ses deux missions prioritaires sont, d'une part animer la Charte « du Galo, dame Yan, dame Vére ! », d'autre part développer l’enseignement et la formation en langue gallèse.

## Histoire
En novembre 2016, se sont tenues des Assises du gallo. Elles ont réuni une centaine d’acteurs impliqués dans la culture gallèse et dressé une feuille de route pour bâtir une véritable politique linguistique en faveur du gallo. Elles prévoyaient notamment la création d'un institut de la langue gallèse, pendant gallo de l'Office public de la langue bretonne.
Le 22 février 2017 est officiellement lancé l'Institut de la langue gallèse, avec Raphaël Gouablin comme président et Jerom Bouthier comme directeur. Le siège social était alors à la ferme des Gallets, à Rennes. Depuis juin 2022, le siège est à Montgermont au nord de Rennes, d'abord rue de la Marebaudière puis rue Pierre Texier en juillet 2024.
Les cinq missions statutaires de l'Institut du Galo sont :
- Développement de l’enseignement du gallo
- Animation de la Charte « du Galo, dame Yan, dame Vére ! »
- Favorisation de la place du gallo dans les médias
- Mise en place d’un comité d’expertise en terminologie et traduction
- Création d’un observatoire de la langue

## Missions techniques et scientifiques
L'Institut de la langue gallèse a notamment pour objectif de promouvoir la Charte « du Galo, dame Yan, dame Vére ! » (du gallo, Oui j’en veux !) dans les collectivités, les entreprises, les associations. L'objectif est de donner de la visibilité au gallo dans l'espace public.